# Shahanuddin Choudhury
Shahanuddin Choudhury, född 15 juni 1967, är en friidrottare från Bangladesh. Han deltog vid olympiska sommarspelen 1988 och olympiska sommarspelen 1992.